# Höflein-Moor

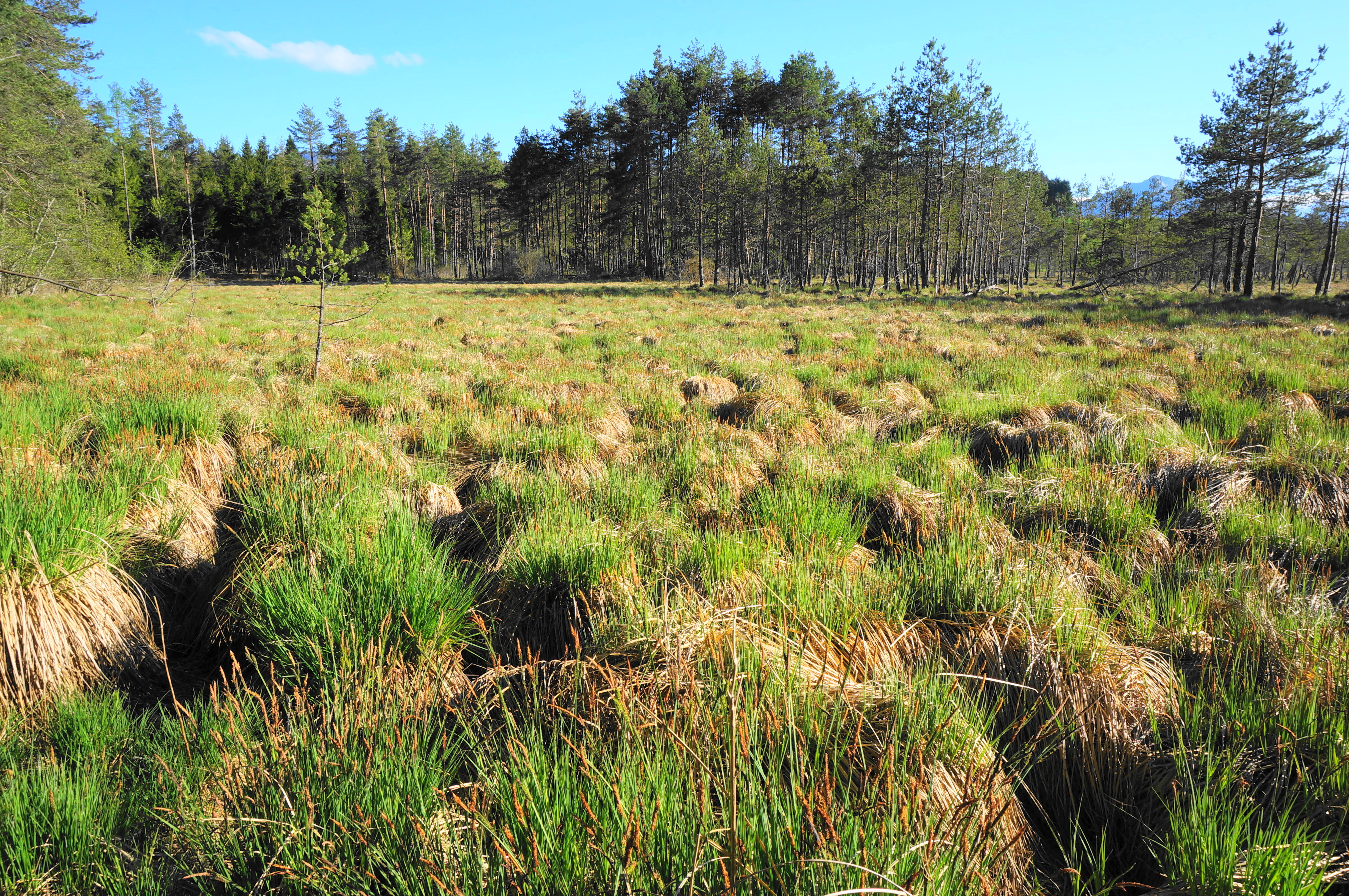
Höflein-Moor

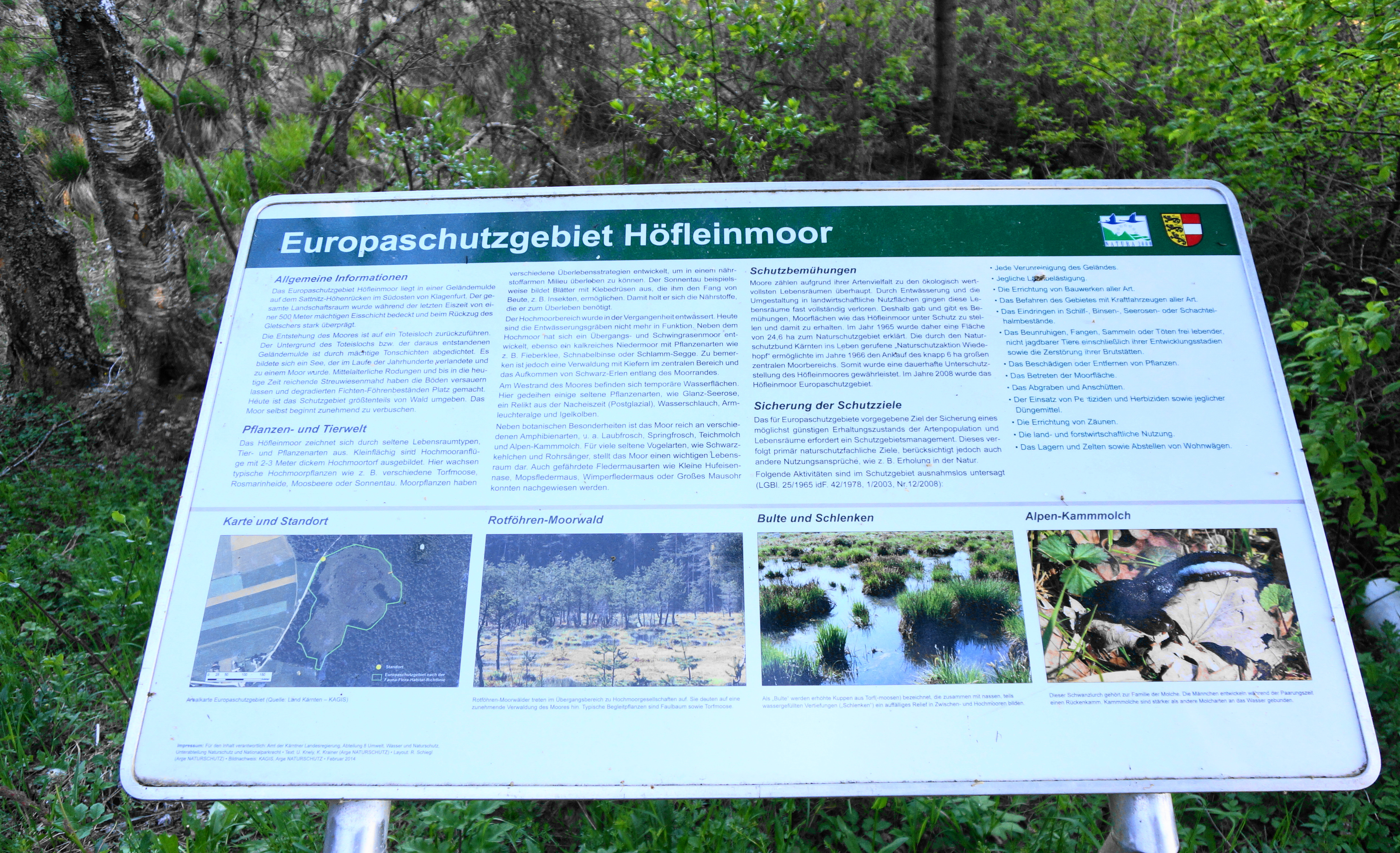
Infotafel

Das Höflein-Moor ist ein Moor in Kärnten auf dem Höhenrücken der Sattnitz in der Gemeinde Ebenthal.
Das Moor liegt in etwa 770 m Seehöhe auf dem Plateau der Sattnitz südöstlich von Klagenfurt. Es liegt in einer flachen Mulde und ist großteils von Waldrand umgeben. Der Wald besteht großteils aus degradierten Fichten-Föhrenbeständen. Das Moor befindet sich in einem ehemaligen Toteisloch. Die Mulde ist aufgrund einer neun Meter dicken Tonschicht wasserdicht abgedichtet. Nach der Eiszeit bildete sich hier ein See, der im Lauf der Jahrtausende verlandete. Es entstand eine rund 2,5 m dicke Torfschicht.
Das Moor besteht aus zwei Teilen: dem zentral gelegenen Hochmoor und dem umgebenden Niedermoor. Das Hochmoor wird von Torfmoosen dominiert, ist jedoch durch Entwässerungsmaßnahmen der Vergangenheit gestört. Typische Hochmoorvertreter sind Rosmarinheide, Moosbeeren, Besenheide und Moorkiefern. Am Rand des Moores im mineralstoffreicheren Teil herrschen Großseggen vor, besonders die Steife Segge. An der Westseite gibt es Fieberklee und Schnabelbinsen. In den Schnabelbinsenbeständen wächst auch die seltene Schlamm-Segge und der Rundblättrige Sonnentau.
Das Höflein-Moor wurde 1965 zum Naturschutzgebiet erklärt. Dieses umfasst 24,6 Hektar und liegt zur Gänze in der Gemeinde Ebental. Mit Verordnung der Kärntner Landesregierung vom 26. Februar 2008 wurde das Europaschutzgebiet „Höflein Moor“ eingerichtet (Listeneintrag).